# Weberzange
Die Weberzange, auch Noppzange, Kluppchen, Noppeisen oder Pflückeisen, ist ein altes Handwerkzeug der Weber.
Die Weberzange ähnelt Formen der Flachzange und findet ihren Einsatz beim Noppen, dem Entfernen von Fremdkörpern (Holz- und Strohsplitter, hervorstehende Fäden, aufrecht stehende Schleifen oder Maschen, Knoten) auch aus dem Gewebe vor dem Aufbäumen.
Die Zange ist eine einfache stählerne (Feder-)Zange mit flachem Maul. Die Breite kann etwa ein bis dreieinhalb Zentimeter betragen. Am Schenkelende kann sich eine kurze Spitze zum Hervorholen von Fremdkörpern befinden. Stattdessen kann auch eine scharfe Klinge vorhanden sein, die als Messer und als Einziehhaken verwendet werden kann.